# Pahang Asri
Pahang Asri is een bestuurslaag in het regentschap Ogan Komering Ulu van de provincie Zuid-Sumatra, Indonesië. Pahang Asri telt 2796 inwoners (volkstelling 2010).